# Kanton Lumbres
Kanton Lumbres (francouzsky Canton de Lumbres) je francouzský kanton v departementu Pas-de-Calais v regionu Hauts-de-France. Tvoří ho 60 obcí. Před reformou kantonů 2014 ho tvořilo 33 obcí.

## Obce kantonu
od roku 2015:
| - Acquin-Westbécourt - Affringues - Aix-en-Ergny - Alette - Alquines - Audrehem - Avesnes - Bayenghem-lès-Seninghem - Bécourt - Beussent - Bezinghem - Bimont - Bléquin - Boisdinghem - Bonningues-lès-Ardres - Bourthes - Bouvelinghem - Campagne-lès-Boulonnais - Clenleu - Clerques - Cléty - Coulomby - Dohem - Elnes - Enquin-sur-Baillons - Ergny - Escœuilles - Esquerdes - Haut-Loquin - Herly | - Hucqueliers - Humbert - Journy - Ledinghem - Leulinghem - Lumbres - Maninghem - Nielles-lès-Bléquin - Ouve-Wirquin - Parenty - Pihem - Preures - Quelmes - Quercamps - Quilen - Rebergues - Remilly-Wirquin - Rumilly - Saint-Michel-sous-Bois - Seninghem - Setques - Surques - Vaudringhem - Verchocq - Wavrans-sur-l'Aa - Wicquinghem - Wismes - Wisques - Zoteux - Zudausques |

před rokem 2015:
- Acquin-Westbécourt
- Affringues
- Alquines
- Bayenghem-lès-Seninghem
- Bléquin
- Boisdinghem
- Bouvelinghem
- Cléty
- Coulomby
- Delettes
- Dohem
- Elnes
- Escœuilles
- Esquerdes
- Hallines
- Haut-Loquin
- Ledinghem
- Leulinghem
- Lumbres
- Nielles-lès-Bléquin
- Ouve-Wirquin
- Pihem
- Quelmes
- Quercamps
- Remilly-Wirquin
- Seninghem
- Setques
- Surques
- Vaudringhem
- Wavrans-sur-l'Aa
- Wismes
- Wisques
- Zudausques